# Muhsinzade Mehmed Pascià
Muhsinzade Mehmed Pascià (Istanbul, 1704 – Karnobat, 4 agosto 1774) è stato un politico ottomano.

## Biografia
Era il figlio del gran visir Muhsinzade Abdullah Pascià.
Ricoprì vari incarichi e nel 1738 fu beilerbei di Maraş. In seguito ha servito su diversi governi provinciali. Nel 1747 fu governatore di Adana incaricato di combattere i ribelli dell'Anatolia. Nel 1749 iniziò a ricoprire incarichi nelle province europee, tornando in Asia nel 1758 come beilerbei di Aleppo. Ha poi sposato la principessa Esma Sultan, figlia di Ahmed III. Fu poi beilerbei di Diyarbakir e Anatolia (a Kutahya) e poi trascorse un anno a Istanbul e nel 1760 andò in Bosnia come governatore. Nel 1762 governò la Rumelia, di nuovo la Bosnia e di nuovo la Rumelia e fu nominato Gran Visir il 30 marzo 1765.
Nel suo governo ci furono rivolte nell'Hegiaz, in Egitto e in Georgia e continue pressioni dalla Russia. Si dimise infine il 6 settembre 1768 e gli fu assegnata una residenza a Tenedos (in turco Bozca-Ada), poi a Gallipoli (Gelibolu) e infine a Rodi. Nel 1769 fu nominato muhafiz (governatore militare) della Morea ottomana e sconfisse i ribelli (istigati dalla Russia) nella battaglia di Tripolizza nell'aprile 1770, ristabilendo il controllo su Patrasso (Balya Badra), Modone (Mutun) e Navarino (Anavarin).
Nel 1771 si recò sul fronte del Danubio come Serdar (comandante militare) e nel dicembre dello stesso anno fu nominato per la seconda volta Gran Visir. Durante questi quasi tre anni gli ottomani non ottennero alcuna vittoria sui russi. Il Gran Visir negoziò con gli austriaci e poi con i russi alla Conferenza di Bucarest (novembre 1772 - febbraio 1773) ma la Russia chiese l'indipendenza del Khanato di Crimea e pesanti risarcimenti, richieste che l'Impero non poteva accettare. Infine l'esercito russo comandato da Pëtr Rumjancev-Zadunajskij circondò il Gran Visir a Şumnu (in bulgaro Šumen? o Shumen) e propose nuove trattative che il Gran Visir accettò immediatamente. I colloqui si sono tenuti presso la sede russa dal 17 al 21 luglio e hanno portato al trattato di Küçük Kaynarca. Poco dopo il Gran Visir si ammalò e si ritirò a Istanbul ma morì sulla strada nei pressi di Karnobat nel 1774. Fu sepolto a Istanbul, nel Distretto di Eyüp.